# Abdulsalam Jumaa
Abdulsalam Jumaa (Abu Dabi, Emiratos Árabes Unidos, 23 de mayo de 1977) es un exfutbolista de los Emiratos Árabes Unidos que jugaba en la posición de centrocampista.

## Carrera

### Club
| Periodo   | Club         |
| --------- | ------------ |
| 1997-2007 | Al-Wahda FC  |
| 2007-2012 | Al-Jazira SC |
| 2012-2016 | Al-Dhafra    |

### Selección nacional
Jugó para Emiratos Árabes Unidos en 112 ocasiones de 1997 a 2010 y anotó siete goles; participó en los Juegos Asiáticos de 1998, la Copa Asiática 2004 y la copa FIFA Confederaciones 1997.

## Logros
- UAE Pro League (4): 1998–99, 2000–01, 2004–05, 2010-11
- Copa Presidente de Emiratos Árabes Unidos (3): 1999-2000, 2010-11, 2011-12
- Supercopa de los Emiratos Árabes Unidos (1): 2002
- Copa Federación de los Emiratos Árabes Unidos (1): 2001
- Copa de Liga de los Emiratos Árabes Unidos (1): 2009-10
- Copa de Clubes Campeones del Golfo (1): 2007